# کلبه عمو پورنگ
کلبه عمو پورنگ یک مجموعه تلویزیونی ایرانی در ژانر کمدی، خانوادگی و موزیکال به کارگردانی احمد درویشعلی پور، نویسندگی محمد درویشعلی است.
فیلم‌برداری این مجموعه در تهران، محله دهکده المپیک، و در نزدیکی دریاچه چیتگر انجام شد و در ۲۷ آبان ۱۴۰۰ به پایان رسید. از ۷ مرداد ۱۴۰۰ گفته شد که این احتمال وجود دارد که فیلم‌برداری این مجموعه به علت ابتلای برخی از عوامل مجموعه به بیماری کرونا متوقف شود. و از حوالی ۲۱ مرداد ۱۴۰۰ فیلم‌برداری این مجموعه برای مدت کوتاهی متوقف شد. از نوآوری‌های دیگر این مجموعه می‌توان به پوشیدن یک لباس قومی ایرانی و توضیح دربارهٔ آن در هر قسمت توسط شخصیت عمو پورنگ اشاره کرد. داستان این مجموعه در فصل سوم به خاطر ابتلای تعدادی از بازیگران به بیماری کرونا تغییراتی کرد. و پخش این فصل بارها به صورت کوتاه مدت متوقف شد.
خلاصه داستان:
عمو پورنگ که در هر قسمت از برنامه لباس محلی یکی از اقوام ایرانی را به تن دارد، برای فرار از شلوغی و آلودگی هوای شهر از محل سکونت خود به مزرعه یکی از دوستانش به نام مرد کهن نقل مکان کرده‌است تا در آنجا به آرامش روحی و ذهنی برسد. از طرف دیگر مدیران تلویزیون او را مجاب کرده‌اند که برای کودکان برنامه اجرا کند؛ او که عاشق مردم به‌خصوص بچه‌ها است تصمیم گرفته از مزرعه برنامه‌اش را به روی آنتن ببرد.

## بازیگران

### بازیگران
| بازیگر            | شخصیت                      | توضیحات              | فصل اول       | فصل دوم       | فصل سوم       |
| شخصیت‌های اصلی     | شخصیت‌های اصلی              | شخصیت‌های اصلی        | شخصیت‌های اصلی | شخصیت‌های اصلی | شخصیت‌های اصلی |
| ----------------- | -------------------------- | -------------------- | ------------- | ------------- | ------------- |
| داریوش فرضیایی    | عمو پورنگ                  | مجری برنامه کودک     | اصلی          | اصلی          | اصلی          |
| کمند امیرسلیمانی  | خانوم میو                  | گربه                 | اصلی          | اصلی          | اصلی          |
| رامین ناصرنصیر    | هربز                       | بز                   | اصلی          | اصلی          | اصلی          |
| فرهاد بشارتی      | گاو نر                     | گاو                  | اصلی          | اصلی          | اصلی          |
| سپند امیرسلیمانی  | تابنده                     | کرم خاکی - شب تاب    | اصلی          | اصلی          | اصلی          |
| آرش میر احمدی     | ناکوک                      | خروس                 | اصلی          | اصلی          | اصلی          |
| آرش نوذری         | بع گو                      | گوسفند               | اصلی          | اصلی          | اصلی          |
| امیر سهیلی        | خواننده                    | قورباغه              | اصلی          | اصلی          | اصلی          |
| ابراهیم شفیعی     | خرمن                       | الاغ                 | اصلی          | اصلی          | اصلی          |
| سوسن پرور         | شاقول                      | روباه                | اصلی          | اصلی          | اصلی          |
| امیرمحمد متقیان   | خسته                       | مترسک                | اصلی          | اصلی          | اصلی          |
| سعید امیرسلیمانی  | بافنده                     | عنکبوت               | اصلی          | اصلی          | اصلی          |
| محمدرضا داوودنژاد | گل‌های خشک تو گلدون (گاگول) | گرگ                  | اصلی          | اصلی          | اصلی          |
| گروه نسل جدید     | مورچه ها                   | مورچه‌های قرمز        | اصلی          | اصلی          | اصلی          |
| علی کاظمی         | آفت عادّی                   | بدهکار بزرگ رتیل خان | N [ ۲۲ ]      | اصلی          | N [ ۲ ]       |
| مهرداد مصلحی      | بزرگ رتیل خان              | رتیل                 | N [ ۱ ]       | اصلی          | اصلی          |
| سپیده خداوردی     | مع گو                      | گوسفند               | N [ ۲۴ ]      | N [ ۲۴ ]      | اصلی          |
| امیر غفارمنش      | قلچماق                     | سگ                   | N [ ۲۴ ]      | N [ ۲۴ ]      | اصلی          |
| سارا منجزی        | دکتر سحر                   | دامپزشک              | N [ ۲۴ ]      | N [ ۲۴ ]      | اصلی          |
| افشین سنگ‌چاپ      | قدرت سلمونی                | آرایشگر              | N [ ۲۴ ]      | N [ ۲۴ ]      | اصلی          |
| امیر معمار        | آقا پیچی                   | دستیار داروخانه      | N [ ۲۲ ]      | N [ ۱ ]       | اصلی          |
| نادر سلیمانی      | عسل                        | زنبور عسل            | N [ ۲ ]       | N [ ۲ ]       | اصلی          |
| نعیمه نظام‌دوست    | کاکل به سر                 | مرغ                  | N [ ۲۶ ]      | N [ ۲۶ ]      | اصلی          |
| اسماعیل خلج       | مرد کهن                    | صاحب مزرعه           | N [ ۲ ]       | N [ ۲ ]       | اصلی          |
| حمید کاشانی       | هفت خط                     | دشمن اهالی مزرعه     | N [ ۲ ]       | N [ ۲ ]       | اصلی          |
| شخصیت‌های مهمان    |                            |                      |               |               |               |
| رضا فقیهی         |                            | رمّال کلاهبردار       | N [ ۱ ]       | N [ ۱ ]       | مهمان         |

### انتخاب و بازیگری

#### رامین ناصرنصیر
او با توجه به درخواست احمد درویشعلی‌پور از تسلطش به زبان اسپانیایی در این مجموعه استفاده کرد.

#### سوسن پرور
روزی احمد درویشعلی پور با او تماس گرفت و گفت یک قصه جدید در فضای جدید مانند مزرعه، با شخصیت‌های حیوان در حال نگارش است. احمد درویشعلی پور در پایان مکالمه به او گفت که فعلاً دو شخصیت زن در داستان وجود دارد و از او درخواست کرد تا او نقش روباه را در مجموعه بازی کند؛ او نیز این پیشنهاد را پذیرفت.

#### امیرمحمد متقیان
زمانی که نویسنده مجموعه نقش او در مجموعه را برایش توضیح داد، او نگرانی بسیاری داشت که نقشش از حاضرجوابی به بی‌ادبی برسد.
سرانجام پس از تعدادی جلسه با کارگردان و نویسنده مجموعه او توانست نقش خود را ایفا کند.

#### سپیده خداوردی
وقتی بازی در این مجموعه به او پیشنهاد شد، او دوست داشت که آن شخصیت مطابق با کودک درونش باشد؛ وقتی متوجه شد که آن شخصیت این ویژگی را دارد، این پیشنهاد را پذیرفت.

#### نعیمه نظام‌دوست
او برای طبیعی به نظر رسیدن نقشش، فیلم‌های بسیاری را دربارهٔ مرغ‌ها تماشا کرد.

## صداپیشگان
| صداپیشه       | نقش    | توضیحات                | فصل اول | فصل دوم | فصل سوم |
| ------------- | ------ | ---------------------- | ------- | ------- | ------- |
| ابراهیم شفیعی | یادآور | اپلیکیشن یادآوری کارها | N       | Yes     | غیررسمی |

## شخصیت‌ها

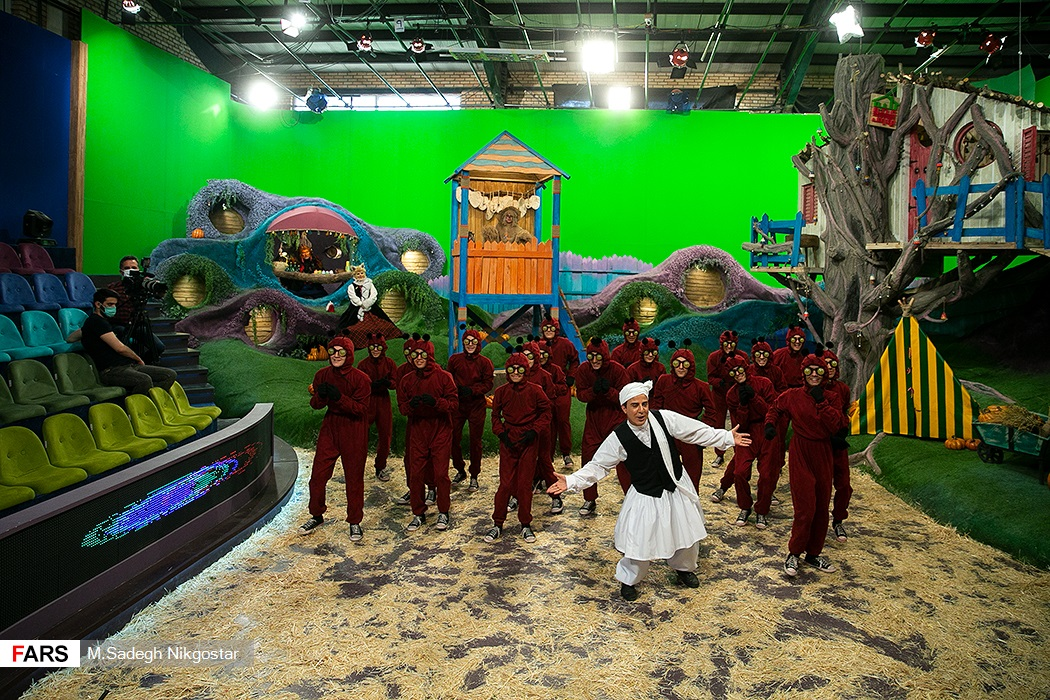
عمو پورنگ و مورچه‌ها

### اصلی
عمو پورنگ، مجری برنامه کودک و قهرمان مجموعه است؛ او برای مدتی به مزرعه مرد کهن نقل مکان کرده تا از آلودگی هوای شهر دور بماند و آنجا در کلبه ای به نام خودش زندگی می‌کند. مورچه‌های قرمز هر روز با او آهنگ می‌خوانند.
در خانه کنار این کلبه و در طبقه بالای طویله که از طریق پل قابل دسترس است، خواننده، قورباغه‌ای علاقه‌مند به خوانندگی، تابنده، یک کرم شب‌تاب بسیار چاق و پرخور، و بافنده، عنکبوت پیری علاقه‌مند به بافندگی زندگی می‌کنند.
در طبقه پایین طویله هربز، بزی دانا و دنیا دیده به همراه بع‌گو گوسفندی ساده‌لوح و پرحرف، خرمن خری پولدار و ولخرج و گاو نر گاوی زورگو زندگی می‌کنند.
این مزرعه یک کافی‌شاپ دارد که در آن خانوم میو که گربه مهربانی است به همراه گارسون کافی‌شاپ ناکوک، که برخلاف خروس بودنش همیشه دیر از خواب بیدار می‌شود، کار می‌کنند. در نزدیکی آنها، لانه قلچماق که سگی تیزگوش است و از مزرعه نگهبانی می‌کند، قرار دارد.

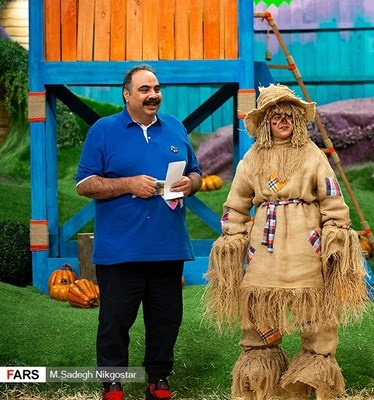
از راست به چپ: خسته و آفت عادی

فردی به نام آفت عادّی در مقطعی با مبایعه نامه‌ای جعلی خود را صاحب جدید مزرعه اعلام کرد و در چادر مسافرتی در مزرعه زندگی می‌کرد؛ اما بعداً مشخص شد که بزرگ رتیل خان با سوءاستفاده از بدهی که آفت عادی به او داشت، او را مجبور کرده بود که طبق نقشه‌هایش عمل کند.
در برجک مزرعه، خسته مترسکی که از شغلش ناراضی است و همیشه دم از خستگی می‌زند، از محصولات مراقبت می‌کند.
کمی دورتر از مزرعه، شاقول، روباهی مکار که می‌خواهد مزرعه را به چنگ خودش در بیاورد و در آنجا شهرک بسازد، گاگول گرگ گیاه‌خواری که قاچاقچی است و می‌خواهد گوشت حیوانات مزرعه را به خارج بفرستد به همراه بزرگ رتیل خان، رتیل پیری که در ابتدا به وسیله دو چشم بالای سرش توانایی هیپنوتیزم موجودات دیگر را داشت و همواره در تلاش برای دستیابی به شیره جوانی درخت کهن است، در دفتر نقشه‌کشی با هم همکاری می‌کنند.
در دامپزشکی مرغ سحر، دکتر سحر به عنوان دامپزشک و آقا پیچی به عنوان دستیار داروخانه کار می‌کنند. در طبقه دوم آن نیز قدرت سلمونی آرایشگری بدشانس که از سگ فوبیا دارد، کار می‌کند. همچنین کاکل‌به‌سر که یک مرغ تازه به دوران رسیده‌است مدیر این دامپزشکی است.
در لبنیاتی زنبور عسل، زنبوری به نام عسل که پدرخوانده مع‌گو، گوسفندی سرخوش که شاگرد لبنیاتی است، حضور دارند. یادآور در صورتی که مع‌گو کاری را فراموش کند، به او یادآوری می‌کند.
فردی به نام هفت خط که از اهالی چاخان ها و یک دیو و دشمن مرد کهن بود سیب های درخت کهن و افراد دانای  مزرعه را دزدید تا بر مزرعه مسلط شود . شعارش هم این بود که : هفت خط روزگارم ، بگی نگی خوبه کسب و کارم اما با کمک اهالی مزرعه شکست خورد و از بین رفت

## تولید
این مجموعه توسط گروه اجتماعی شبکه دو تولید شده‌است.

### ایده
وقتی که فصل سوم مجموعه بچه‌محل به پایان رسید، این گروه خواست یک کار متفاوت با مجموعه‌های قبلی تولید شده را تولید کند. به این ترتیب، مدتی پس از پایان ساخت مجموعه بچه‌محل، این ایده به وجود آمد.

### تغییرات و نوآوری‌ها
در این مجموعه، شخصیت عروسکی وجود ندارد. و در هر قسمت، شخصیت عمو پورنگ، یکی از لباس‌های قومی ایران را می‌پوشد و دربارهٔ آن توضیحاتی می‌دهد.

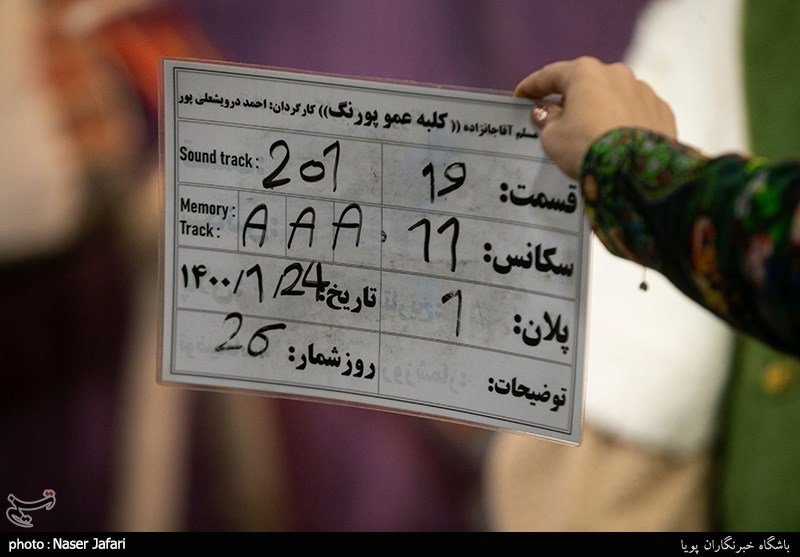
فیلم‌برداری قسمت ۱۹

### فیلم‌برداری

#### زمان‌بندی
فیلم‌برداری این مجموعه از ۲۵ اسفند ۱۳۹۹ آغاز شده و در ۲۷ آبان ۱۴۰۰ به پایان رسید.
از ۷ مرداد ۱۴۰۰ گفته شد که این احتمال وجود دارد که فیلم‌برداری این مجموعه به علت ابتلای برخی از عوامل مجموعه به بیماری کرونا متوقف شود. و از حوالی ۲۱ مرداد ۱۴۰۰ فیلم‌برداری مجموعه برای مدت کوتاهی متوقف شد.

#### مکان
فیلم‌برداری این مجموعه، در تهران، محله دهکده المپیک، در سوله‌ای حوالی پل آزادگان و دریاچه چیتگر انجام شد. فیلم‌برداری مجموعه‌های محله گل و بلبل و بچه‌محل نیز در همین مکان انجام می‌شد.

### دکور

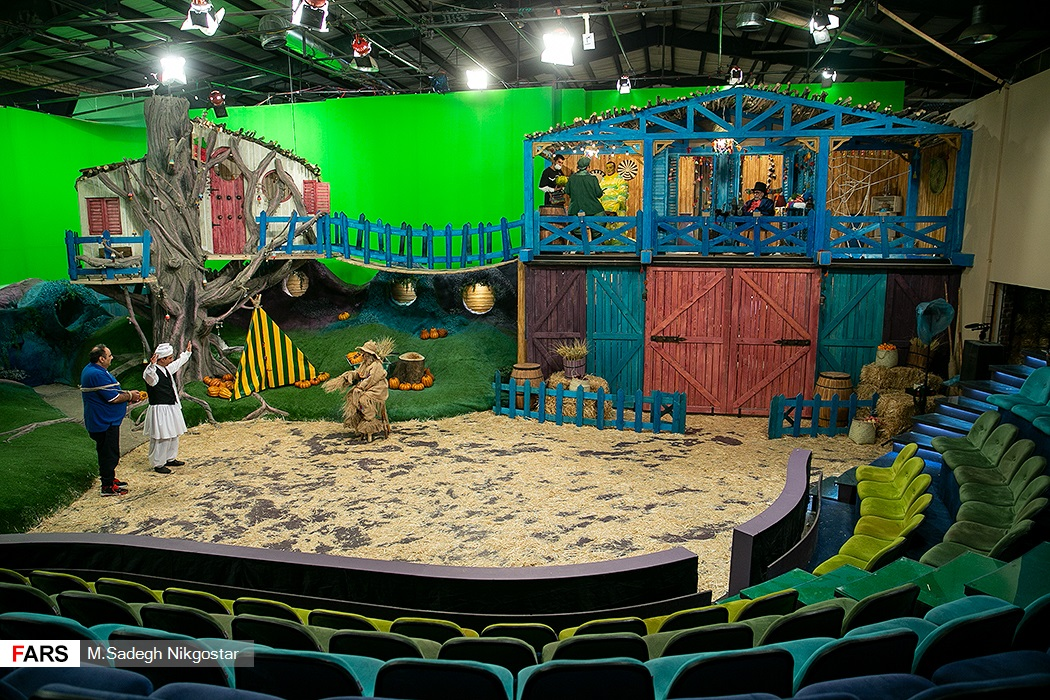
مزرعه مرد کهن

#### مزرعه مرد کهن
زمین آن با کاه پوشانده شده‌است و حدود ۵ مکان در این دکور قرار دارند.
بعضی از این کلبه‌ها محل سکونت چندتا از موجودات هستند، برای مثال اولین کلبه برای بافنده است که به همراه تابنده و خواننده زندگی می‌کند. نمای بیرونی این کلبه چوب‌هایی به رنگ آبی و قرمز است و همه این مکان‌ها روی دامنه سبزی قرار دارند. دور مزرعه نیز لانه‌های مورچه‌ها قرار دارند.
و دکور لانه سگ

## پخش
تا به حال تمامی فصل‌های مجموعه در سال ۱۴۰۰ از شبکه دو پخش شده‌اند. فصل اول مجموعه با ۱۳ قسمت از ۱ فروردین ۱۴۰۰ آغاز شد و در ۱۳ فروردین ۱۴۰۰ پایان یافت.
فصل دوم با ۲۷ قسمت از ۲۷ فروردین ۱۴۰۰ آغاز شد و در ۲۹ اردیبهشت ۱۴۰۰ پایان یافت.
فصل سوم و پایانی مجموعه که ۱۰۰ قسمت داشت نیز با اینکه قرار بود از ۷ تیر ۱۴۰۰ آغاز شود، به علت استفاده از موسیقی پخش آن با تأخیر مواجه شد و از ۹ تیر ۱۴۰۰ آغاز شد و در ۲ دی ۱۴۰۰ پایان یافت. البته در ماه‌های محرم و صفر پخش این فصل متوقف شد و از ۱۷ مهر ۱۴۰۰ ادامه پخش این فصل آغاز شد. پخش این فصل بارها به صورت کوتاه مدت متوقف شد.

## بینندگان

### تلویزیون
بر اساس نظرسنجی که مرکز تحقیقات سازمان صدا و سیمای ایران از کودکان ۶ تا ۱۱ سال و نوجوانان ۱۲ تا ۱۷ سال به صورت جداگانه در سراسر ایران دربارهٔ تماشای تمام برنامه‌های فصل بهار تلویزیون ایران انجام داده‌است، مشخص شد که در بهار سال ۱۴۰۰ این مجموعه در تلویزیون ایران در کودکان رتبه اول و در نوجوانان رتبه دوم را داشته‌است.
اما در عید نوروز این مجموعه ۳۰ درصد مخاطب داشت.

## نقد
به گفته روزنامه خراسان در گریم‌های مجموعه بی سلیقگی شده و گذاشتن نام گاگول روی یکی از شخصیت ها می‌تواند باعث تکرار این اسم توسط کودکان شود. اما محتوای خوبی در هر قسمت وجود دارد.
خبرگزاری مهر نیز این مجموعه را مجموعه ای دانست که مطابق با نیازهای کودکان ساخته می‌شود.

## توضیحات
1. ↑  شامل: عباس کریمی - رضا گلچین - ابوالفضل عباس پور - ماهان عرفان - سهراب امیری نژاد - مصطفی نایبی - علی امیرنژاد - مهدی ملک محمدی - محمدحسین هوشیار - امیرحسین قنبری - آرش روزبهانی - رضا اجاقی - یاسین تاجیک - نوید منظوری - امیرحسین سلیمانی - میلاد ریاحی - محمد محمدی - علی شوندی - احسان کریمی - ابوالفضل درخشان
2. ↑  یا به اصطلاح خودشان انرژی کده
3. ↑  در فصل سوم مشخص شد که او در یک تصادف، دو چشم بالایش را از دست داده و دیگر توانایی هیپنوتیزم ندارد.
4. ↑  اپلیکیشن یادآوری کارها
5. ↑  چون پس از تصادف با یک ماشین به بیماری فراموشی حافظه کوتاه مدت مبتلا شده‌است.
6. ↑  این رویه از فصل سوم مجموعه متوقف شد.
7. ↑  فصل اول و دوم مجموعه
8. ↑  با ۷۰٫۵ درصد مخاطب
9. ↑  با ۴۵٫۵ درصد مخاطب
10. ↑  گرگ